# فربيون أرضي
الفربيون الأرضي أو الحلبلوب الأرضي (باللاتينية: Euphorbia terracina) نوع نباتي يتبع جنس الحلبلوب من الفصيلة اللبنية.

## الموئل والانتشار
ينتشر في حوض البحر الأبيض المتوسط من بلاد الشام إلى مصر والمغرب العربي والبلقان وجنوب أوروبا وتركيا وفي القوقاز أيضًا.

## مرادفات للاسم العلمي
- (باللاتينية: Esula terracina (L.) Fourr.)
- (باللاتينية: Lophobios terracina (L.) Raf.)
- (باللاتينية: Tithymalus terracinus (L.) Klotzsch & Garcke)
- (باللاتينية: Esula provincialis (Willd.) Haw.)
- (باللاتينية: Esula valentina (Ortega) Haw.)
- (باللاتينية: Euphorbia abortiva Porta)
- (باللاتينية: Euphorbia affinis DC.)
- (باللاتينية: Euphorbia alexandrina Delile)
- (باللاتينية: Euphorbia carullae Sennen)
- (باللاتينية: Euphorbia cyprianii Maire & Sennen)
- (باللاتينية: Euphorbia diversifolia Poir.)
- (باللاتينية: Euphorbia ehrenbergii Sweet, nom. nud.)
- (باللاتينية: Euphorbia garrullae Sennen, nom. nud.)
- (باللاتينية: Euphorbia halacsyi Formánek)
- (باللاتينية: Euphorbia heterophylla Desf., nom. illeg.)
- (باللاتينية: Euphorbia italica G. Tineo, nom. illeg.)
- (باللاتينية: Euphorbia italica Lam.)
- (باللاتينية: Euphorbia leiosperma Sibth. & Sm.)
- (باللاتينية: Euphorbia linaria Link)
- (باللاتينية: Euphorbia mendax Maire & Wilczek)
- (باللاتينية: Euphorbia modesta Boiss.)
- (باللاتينية: Euphorbia neapolitana Ten.)
- (باللاتينية: Euphorbia obliquata Forssk.)
- (باللاتينية: Euphorbia obtusifolia Lam.)
- (باللاتينية: Euphorbia panacea Webb & Berthel.)
- (باللاتينية: Euphorbia purpurascens Salzm. ex Ball, nom. illeg.)
- (باللاتينية: Euphorbia ramosissima Loisel.)
- (باللاتينية: Euphorbia rhombea Willd. ex Link)
- (باللاتينية: Euphorbia tenuicuspis Guss. ex Rchb.)
- (باللاتينية: Euphorbia trapezoidalis Viv.)
- (باللاتينية: Euphorbia valentina Ortega)
- (باللاتينية: Euphorbia verna Salzm. ex Ball, nom. illeg.)
- (باللاتينية: Keraselma diversifolia (Poir.) Raf.)
- (باللاتينية: Keraselma diversifolium (Poir.) Raf.)
- (باللاتينية: Keraselma provinciale (Willd.) Raf.)
- (باللاتينية: Keraselma provincialis (Willd.) Raf.)
- (باللاتينية: Tithymalus panaceus (Webb & Berthel.) Klotzsch & Garcke)
- (باللاتينية: Tithymalus trapezoidalis (Viv.) Klotzsch & Garcke)
- (باللاتينية: Euphorbia terracina var. alexandrina (Delile) El-Kanemy)
- (باللاتينية: Euphorbia terracina var. delortii Timb.-Lagr. ex Nyman, nom. nud.)
- (باللاتينية: Euphorbia terracina var. ecarunculata Boiss.)
- (باللاتينية: Euphorbia terracina var. mendax (Maire & Wilczek) Maire)
- (باللاتينية: Euphorbia terracina var. modesta (Boiss.) Boiss.)
- (باللاتينية: Euphorbia terracina var. mendax (Maire & Wilczek) Maire)
- (باللاتينية: Euphorbia terracina var. obliquata (Forssk.) Fiori)
- (باللاتينية: Euphorbia terracina var. ramosissima (Loisel.) Nyman)
- (باللاتينية: Euphorbia terracina var. variicornis Maire & Sennen)
- (باللاتينية: Euphorbia terracina f. angustifolia Batt.)